# Damien Chazelle
Damien Sayre Chazelle er en fransk-amerikansk filminstruktør, manuskriptforfatter og producer. Han er kendt for b.l.a. at instruere Whiplash (2014), La La Land (2016), First Man (2018) og Babylon (2022).